# Robleda-Cervantes (kommunhuvudort)
Robleda-Cervantes är en kommunhuvudort i Spanien.   Den ligger i provinsen Provincia de Zamora och regionen Kastilien och Leon, i den nordvästra delen av landet, 300 km nordväst om huvudstaden Madrid. Robleda-Cervantes ligger 1 019 meter över havet och antalet invånare är 475.
Terrängen runt Robleda-Cervantes är huvudsakligen kuperad, men åt sydost är den platt. Terrängen runt Robleda-Cervantes sluttar söderut. Runt Robleda-Cervantes är det glesbefolkat, med 9 invånare per kvadratkilometer. Närmaste större samhälle är Puebla de Sanabria, 4,5 km sydväst om Robleda-Cervantes. Omgivningarna runt Robleda-Cervantes är en mosaik av jordbruksmark och naturlig växtlighet.